# Boatzz
Boatzz is een door punk beïnvloede soul-band die zijn oorsprong vindt in Cleveland en New York. 

## Biografie
Boatzz is het idee van Ambulance LTDs Michael DiLiberto en Solo Flyer zanger/gitarist Matt Jauch. Het verhaal gaat, dat de band is ontstaan in het appartement van DiLiberto in Harlem terwijl Jauch op bezoek was uit Cleveland. Na het bekijken van Bum Fights luisterde Jauch naar een paar liedjes die DiLiberto had geschreven na het verlaten van zijn vorige band. Dit duo vormde Boatzz in de zomer van 2003 toen DiLiberto weer terugging naar zijn geboorteplaats Cleveland en de band werd uitgebreid met de drummer Eric Mzik (voorheen bij Solo Flyer) en bassist Dave Gibian. De band kreeg al snel een groep fans door het spelen op bekende plaatsen in Cleveland zoals The Beachland Ballroom en Grog Shop. In de eerste twee jaar samen heeft de band het podium gedeeld met bands zoals The Killers, Briand Jonestown Massacre, Longwave, The Subways, Secret Machines, The Fever, Rainer Maria, OKGo, Aloha en The High Dials.
In een artikel in het blad Scene uit Cleveland dat verscheen in november 2005 schrijft Jason Bracelin over hun muziek het volgende : "There's dizzy white-boy funk ("Steal a Bike"), along with rowdy new-wave free-for-alls ("Mexican Bourgeois") and growling garage rockers slick with perspiration ("Too Much Is Never Enough"). Sassy protest songs are sandwiched between oversexed, bedroom-bound come-ons and stoner-friendly instrumental jams."

## Discografie
Peacock Blood, het debuutalbum van Boatzz, is in 2005 uitgegeven op hun eigen label Council of Forward Minds Media.
Hun tweede album heet Uzi.